# Николай Науэн
Николаус фон Науэн (Николаус де Магдебург; нем. Nikolaus von Nauen ? — 1253, предположительно Рига) — второй епископ Риги (четвертый епископ Ливонии), премонстрант.
Предположительно сын мэра Магдебурга Генриха фон Науэна. В 1225 году присоединился к ордену Премонстрантов. 

## Избрание
После смерти 17 января 1229 года первого рижского епископа Альберта Буксгевдена местный капитул выбрал на его место магдебургского каноника Николая, поскольку в тот момент Рижская епархия напрямую подчинялась Риму. Однако этот выбор оспорил глава Бременского архиепископства, также претендовавшего на власть в Ливонии и внесшего непосредственный вклад в вооружение Ливонского крестового похода и набор пилигримов для него.  Альтернативным кандидатом на кафедру стал Альберт II Зуэрбеер.
Для разрешения спора обратились к папе Григорию IX, который направил в Ригу своего легата Балдуина Альнского. В июле 1230 года тот прибыл в Ригу и, разобравшись с аргументами капитула, сделал выбор в пользу Николая, о чем и доложил в Рим. Таким образом, в 1231 году папа Григорий IX утвердил в качестве епископа именно Николая.

## Внутрицерковная смута
Однако в своей дальнейшей деятельности легат попытался не разрешить конфликты между участниками колонизации Прибалтики, а подчинить завоёванные земли себе. Куршам, обязавшимся до его приезда принять христианство и платить церковную десятину епископу Рижскому и Ордену, он предложил договоры непосредственно с папской курией и подписал их в декабре 1230-го и в январе 1231 года в ответ на их просьбу о помощи в связи с неурожаем и голодом. Епископ Николай эти конвенции не признал.  
Затем Балдуин Альнский попытался создать папскую область в Северной и Западной Эстонии, опять-таки натолкнувшись на сопротивление ордена, который выгнал папских чиновников из Гервена и Виронии. 
В открытом конфликте рижского епископа и Ордена меченосцев с легатом папа встал на сторону своего посланника. Тот в 1232-34 годах проехал германские земли, собирая новый крестовый поход в Ливонию. В июле 1233 года он вернулся в Ригу во главе войска, с которым пошёл против меченосцев, поддержанный частью эстонской знати, цистерианцами из монастыря в Дюнамюнде и  Дерптским епископом. В боях с рыцарями ордена легат потерпел поражение  и вынужден был бежать в Германию в начале 1234 года. Только к весне 1234 года церковная смута внутри католических колонизаторов утихла.

## Роль в истории
Он возобновил войну против куршей и земгалов и увеличил земельные владения Риги. После разгрома Ордена меченосцев в битве при Сауле в 1236 году он подписал петицию, призывающую к союзу с Тевтонским орденом. 